# Micrapion congoense
Micrapion congoense är en stekelart som beskrevs av Wallace A. Steffan 1948. Micrapion congoense ingår i släktet Micrapion och familjen Leucospidae. Inga underarter finns listade i Catalogue of Life.